# Niviaq Korneliussen
Niviaq Korneliussen   (Nuuk, 27 de gener de 1990) és una escriptora groenlandesa d'expressió groenlandesa i danesa.
Korneliussen va créixer a Nanortalik i va estudiar ciències socials a la universitat de Nuuk. Va debutar en la literatura el 2012 amb un conte dins el recull Inuusuttut - nunatsinni nunarsuarmilu que aplegava relats escrits per joves autors de Groenlàndia. El 2014 va publicar la seva primera novel·la HOMO Sapienne en groenlandès i la va traduir ella mateixa al danès. Ell llibre tracta sobre la vida dels joves LGTB del seu país.
La segona novel·la de Korneliussen Naasuliardarpi, publicada el 2020, va ser guardonada amb el prestigiós Premi de Literatura del Consell Nòrdic el 2021.

## Obres
- 2012 San Francisco, conte dins el recull Inuusuttut - nunatsinni nunarsuarmilu
- 2014 HOMO Sapienne
- 2020 Naasuliardarpi